# Election (2005)
Election (engelska: "val", kinesisk originaltitel: 黑社會, Hak se wui), kinesisk film från 2005, regisserad av Johnnie To.

## Handling
Filmen utspelar sig omkring den tiden då Triad-gruppen Wo Shing ska välja en ordförande för den nya två-årsperioden som kommer.
De två rivaliserande kandidaterna är Lok (Simon Yam) och Big D (Tony Leung Ka Fai), som båda anstränger sig för att få dem som ska välja att rösta på just dem.

## Rollista i urval
- Simon Yam - Lok
- Tony Leung Ka Fai - Big D
- Chung Wang - Whistle
- Louis Koo - Jimmy
- Nick Cheung - Jet